# Lena Wilfert
Lena Katrin Wilfert, auch Lena Katrin Bayer-Wilfert (* 31. Januar 1978) ist eine deutsche Biologin und Hochschullehrerin an der Universität Ulm, die wissenschaftliche Forschungsarbeit auf dem Gebiet der Evolutionsbiologie, Populationsgenomik und Infektionsökologie betreibt.  

## Leben
Lena Wilfert schloss ihr Studium der Biologie an der Universität Bayreuth als Diplom-Biologin ab. Im Jahr 2006 promovierte sie bei Paul Schmid-Hempel an der Eidgenössischen Technischen Hochschule Zürich mit der Arbeit A population genomics approach to host defense in a bumblebee-protozoan model system zur Dr. sc.
Anschließend arbeitete sie in Großbritannien als Post-Doktorandin am Institute of Evolutionary Biology der Universität Edinburgh, im Department of Genetics der Universität Cambridge und am Centre for Ecology and Conservation der Universität Exeter.
Der Fokus ihrer wissenschaftlichen Arbeit liegt auf der Erforschung der Ökologie und Entwicklung von Wirt-Parasit-Wechselwirkungen sowie der Auswirkung von Agrarumweltmaßnahmen auf die Dynamik der Krankheitsübertragung bei Bestäubern. Im Oktober 2010 erhielt Wilfert ein Dorothy-Hodgkin-Stipendium der Royal Society. Mit einem internationalen Forscherteam untersuchte sie die Zusammenhänge zwischen der Verbreitung der Varroa-Milbe, eines Parasiten der Honigbiene, und der Übertragung und Ausbreitung des Flügeldeformationsvirus (englisch Deformed Wing Virus (DWV)) bei Honigbienen, Wildbienen und Hummeln aus evolutionsbiologischer und infektionsökologischer Sicht. Im Ergebnis zeigte die 2015 im Journal of Applied Ecology veröffentlichte Studie auch, dass die Kenntnis um die Gesundheitsgefahren der Honigbienen und deren aktive Bekämpfung durch die Imker von großer Bedeutung dafür sind, dass auch die für die Bestäubung maßgeblichen und ohnehin stark im Rückgang befindlichen Bestände der Wildbienen und Hummeln ausreichend geschützt werden können.
Im Oktober 2018 folgte Wilfert einem Ruf an die Universität Ulm, wo sie eine Professur am Institut für Evolutionsökologie und Naturschutzgenomik übernahm.

## Auszeichnungen und Ehrungen
- 2010 Dorothy-Hodgkin-Stipendium der Royal Society